# Stylophora pistillata
Espèce
Statut CITES
Stylophora pistillata est une espèce de coraux appartenant à la famille des Pocilloporidae.

## Études scientifiques spécifiques
Cette espèces a été choisie comme support d'étude des effets de l'acidification des océans, qui en plus du réchauffement pourrait gravement affecter tout ou partie des récifs coralliens, lesquels sont un habitat essentiel pour 25% environ de la vie océanique. 
La croissance de son squelette a été étudiée (publication 2017) sous microscopie ultra haute résolution tridimensionnelle combinée à une spectroscopie bidimensionnelle et la résonance magnétique nucléaire. 
Cette imagerie révèle pour sa croissance ce corail sécrète un gabarit de molécules organiques (groupe de « protéines acides ») qui provoque la formation de carbonate de calcium à partir d'ions de calcium et de carbonates collectés dans l'eau ambiante, pour ensuite faire croître par cristallisation minérale le noyau du squelette qui supportera la colonie. Cette étude confirme que ce squelette est bien bioconstruit par l'animal (il ne se forme pas passivement), de manière contrôlée. Des nanoparticules amorphes sont d'abord disposées de manière aléatoire dans des micro-environments enrichies en matière organique ; Ce noyau agrège ensuite des structures aragonitiques ordonnées via la croissance des cristaux par fixation des particules. Des nanoparticules minérales solides sont agrégées grâce à protéines riches en acides coralliens et non par simple précipitation inorganique de l'aragonite autour d'un noyau minéral.
Ce travail laisse aussi penser que comme les protéines qui initient et entretiennent ce phénomène sont acides, elles peuvent fonctionner à des pH plus bas (c'est-à-dire plus acides) que ce qu'on supposait antérieurement. L'acidification des océans serait alors une menace moindre qu'on ne le craignait pour cette espèce, mais - précisent les auteurs - « cela ne signifie pas que les récifs coralliens sont hors de danger ;  premièrement car ils ont encore besoin de carbonate de calcium pour constituer le récif (matériau qui devrait être plus rare dans une mer acidifiée) ; deuxièmement car ils resteront toujours menacés par le réchauffement de l'eau et les proliférations algales qui peuvent conduire au blanchissement des coraux et à leur mort ».